# Rychwał (gmina)
Rychwał (do 1954 gmina Dąbroszyn) – gmina miejsko-wiejska w województwie wielkopolskim, w powiecie konińskim. W latach 1975–1998 gmina położona była w województwie konińskim.
Siedziba gminy to Rychwał.
Według danych z 30 czerwca 2004 gminę zamieszkiwało 8425 osób.

## Struktura powierzchni
Według danych z roku 2002 gmina Rychwał ma obszar 117,82 km², w tym:
- użytki rolne: 77%
- użytki leśne: 15%

Gmina stanowi 7,46% powierzchni powiatu.

## Demografia
Dane z 31 grudnia 2017 roku:
| Opis                              | Ogółem | Ogółem | Kobiety | Kobiety | Mężczyźni | Mężczyźni |
| --------------------------------- | ------ | ------ | ------- | ------- | --------- | --------- |
| jednostka                         | osób   | %      | osób    | %       | osób      | %         |
| populacja                         | 8 320  | 100    | 4 197   | 50,4    | 4 123     | 49,6      |
| gęstość zaludnienia (mieszk./km²) | 71     | 71     | 36      | 36      | 35        | 35        |

- Piramida wieku mieszkańców gminy Rychwał w 2014 roku[2].

## Oświata
- Szkoła Podstawowa w Rychwale,
- Szkoła Podstawowa Specjalna w Rychwale,
- Szkoła Podstawowa im. Juliusza Kossaka w Siąszycach,
- Szkoła Podstawowa im. Marii Dąbrowskiej w Kucharach Kościelnych,
- Szkoła Podstawowa w Jaroszewicach Grodzieckich,
- Szkoła Podstawowa w Grochowach,
- Szkoła Podstawowa im. Kornela Makuszyńskiego w Białej Panieńskiej,
- Szkoła Podstawowa im. Zofii Urbanowskiej w Rozalinie,
- Szkoła Podstawowa w Dąbroszynie[6]

## Ochotnicza Straż Pożarna
- OSP Rychwał,
- OSP Broniki,
- OSP Grochowy,
- OSP Gliny,
- OSP Jaroszewice Grodzieckie,
- OSP Siąszyce,
- OSP Święcia,
- OSP Dąbroszyn,
- OSP Rozalin,
- OSP Czyżew[7]

## Koło Gospodyń Wiejskich
- Koło Gospodyń Wiejskich "Z Tradycją Przy Kominku" w Jaroszewicach Rychwalskich,
- Koło Gospodyń Wiejskich w Grochowach,
- Koło Gospodyń Wiejskich w Dąbroszynie,
- Koło Gospodyń Wiejskich w Wardężynie,
- Koło Gospodyń Wiejskich w Rozalinie,
- Koło Gospodyń Wiejskich w Kucharach Kościelnych,
- Koło Gospodyń Wiejskich w Jaroszewicach Grodzieckich,
- Koło Gospodyń Wiejskich "Kossakówki" w Siąszycach,
- Koło Gospodyń Wiejskich w Woli Rychwalskiej,
- Koło Gospodyń Wiejskich wsi Grabowa[8]

## Sołectwa
Biała Panieńska, Broniki, Czyżew, Dąbroszyn, Franki, Gliny, Grabowa, Grochowy, Jaroszewice Grodzieckie, Jaroszewice Rychwalskie, Kuchary Borowe, Kuchary Kościelne, Lubiny, Modlibogowice, Rozalin, Rybie, Siąszyce, Siąszyce Trzecie, Święcia, Wardężyn, Wola Rychwalska, Złotkowy, Zosinki.
KoloniaUrszulin

## Części miasta
Józefów, Milew, Sokołów, Żurawin

## Sąsiednie gminy
Grodziec, Mycielin, Rzgów, Stare Miasto, Stawiszyn, Tuliszków